# Речные бронекатера проекта 58150 «Гюрза»
Речные бронекатера проекта 58150 — тип речных артиллерийских катеров (АКА) украинской разработки. Проектный шифр — «Гюрза».
Бронекатера предназначены для несения боевой вахты на приграничных реках, озёрах, а также в прибрежной морской зоне. В перечень задач бронекатеров входит: патрулирование, охрана водных рубежей, борьба с малоразмерными судами противника, защита береговых стационарных и плавучих гидротехнических объектов и сооружений, содействие десантным и пограничным группам, обеспечение безопасности мореплавания, а также содействие в вопросах разведки, доставки и снабжения.
При необходимости катер способен атаковать и такие объекты, как бункеры, здания, мосты, автотранспорт, легковооружённые боевые машины.

## История

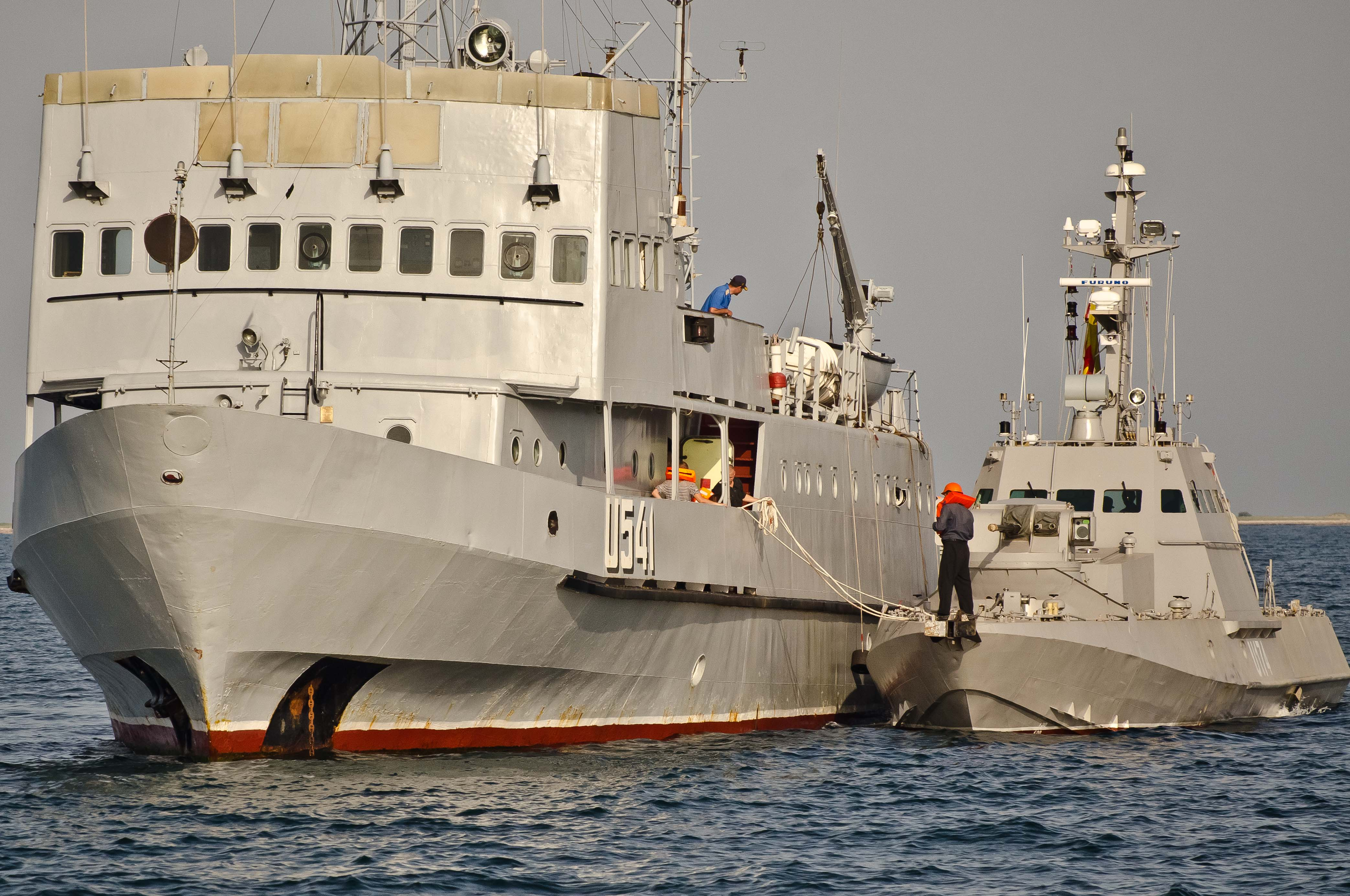
Ходовые испытания в открытом море

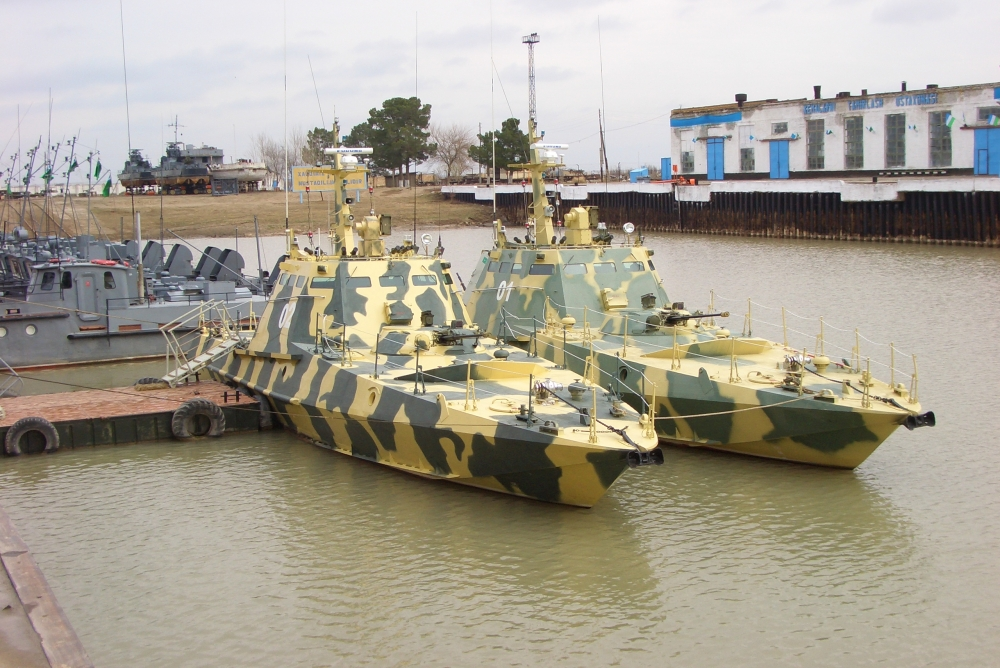
Катера проекта 58150 для береговой охраны Узбекистана

Разработан николаевским государственным предприятием «Исследовательско-проектный центр кораблестроения», под руководством главного конструктора С. В. Кривко.
Финансирование постройки первых двух катеров проекта 58150 для береговой охраны Узбекистана осуществлялось из США, по программе помощи Узбекистану.
Головной артиллерийский катер «Джайхун» был заложен на стапеле Киевского судостроительного предприятия «Ленинская кузница» 19 февраля 2004 года. Спуск корабля состоялся 2 октября 2004 года. В течение следующих трёх недель были проведены швартовые и полный цикл ходовых испытаний на Каневском водохранилище. Также была осуществлена проверка вооружения стрельбой по береговым и надводным целям. Программа испытаний головного артиллерийского катера была успешно завершена 26 октября 2004 г. Одновременно с этим в Киеве прошли обучение узбекские экипажи для обоих катеров.
29 октября 2004 года катер «Джайхун» был погружён на борт тяжёлого транспортного самолёта Ан-124 «Руслан» и доставлен в город Термез, где после сборки был спущен на воду, дополнительно испытан и передан заказчику. Второй артиллерийский катер «Сайхун» был сдан 8 декабря 2004 года.
25 октября 2012 года на «Ленинской кузнице» состоялась торжественная церемония закладки двух артиллерийских речных бронекатеров «Гюрза-М» для Военно-морских сил Украины. До 2017 года планировалось построить девять таких катеров, которые должны будут действовать в бассейне реки Дунай и в прибрежных зонах Чёрного и Азовского морей.
В декабре 2013 года появилось сообщение об отказе от постройки серии катеров «Гюрза-М» для ВМС Украины. С лета 2014 года эта программа была возобновлена и продолжена сборка первых двух корпусов МБАК проекта 58155.
16 ноября 2014 года командующий Военно-морскими силами Украины вице-адмирал Сергей Гайдук подтвердил информацию о том, что Министерство обороны Украины возобновляет строительство артиллерийских катеров проекта 58155.
11 ноября 2015 года состоялся спуск на воду катеров БК-01 и БК-02, после чего они были отправлены на достроечную базу ОСП «Судоверфь Украина» (бывший судоремонтный завод имени 50-летия Советской Украины, входит в состав ГП «Одесский морской торговый порт»). Во время прохождения испытаний на катерах был выявлен ряд недоработок в конструкции, поэтому руководство ВМСУ не приняло их в состав флота, как планировалось в День военно-морских сил Украины 2016 года, а приостановила испытания. Катера направлены для устранения выявленных недоработок.
По информации пресс-службы Министерства обороны Украины, всего до 2020 года планировалось построить для ВМС Украины 18 катеров типа «Гюрза-М». В реальности на начало 2022 года в строй было введено 7 катеров, еще один достраивался.

## Конструкция
Катер «Гюрза» имеет пологую наружную архитектуру с использованием элементов стелс-технологий, таких как сильный наклон надстройки и стен с обеих сторон; в поперечном сечении корпуса катер имеет форму плоского шестиугольника. Это даёт значительное повышение участка радиолокационной отражательной способности.
В целях уменьшения фонового тепла выхлопные газы двигателя выводятся ниже ватерлинии. Весь корпус был разделён на шесть водонепроницаемых отсеков.
Внутри надстройки в виде усечённой восьмиугольной пирамиды расположена большая рубка с 13 иллюминаторами, изготовленными из пуленепробиваемого стекла, и оборудованная всеми необходимыми средствами навигации и связи.
В конструкцию катера заложена возможность транспортировки на самолёте Ан-124 «Руслан», для чего бронированную рубку сделали съёмной с креплением к корпусу на фланце при помощи болтового соединения, а электрические кабели имеют соответствующие разъёмы.
Для прохода под низкими мостами мачта заваливается назад.
В производстве катера использованы несколько основных материалов:
- судовая сталь: днище катера, транец, переборки и частично борта;
- многослойная композиционная сталь: стены надстройки, борта (на высоте машинного отделения);
- алюминиевая броня: стены надстройки, борта на высоте боевого отделения (защищает только от 7,62 х 54R мм);
- сталь: бронированные башни;
- лёгкий алюминиевый сплав: мачты, оборудование на борту.

Катер работает от двух судовых дизельных двигателей украинского производства модели 459K (морская версия танкового двигателя 6ТД, используемого на Т-80УД), развивающих мощность 735 кВт каждый. Оба двигателя управляются непосредственно из рулевой рубки.
Максимальная скорость катера равна 28 узлов (52 км/ч), но его мгновенная скорость может достигать 30 узлов (55 км/ч) на спокойной воде.
Катер «Гюрза» имеет высокую степень автоматизации основных систем. Эти системы включают мониторинг водонепроницаемости переборок и наличие забортной воды в каждом отсеке, автономную систему противопожарной защиты и внутреннюю сеть телевидения (CCTV). Также важную роль играет фильтрующая система вентиляции, которая позволяет производить операции в районах, заражённых отравляющими веществами.
Наличие всего одного дизель-генератора не сказывается на надёжности этой системы и боевой устойчивости — аварийное питание оружия и средств связи также может обеспечиваться от резервных аккумуляторов в течение 6 часов.
Для экипажа созданы хорошие условия обитаемости. Внутри носовой части корпуса находятся каюты для всего экипажа, в том числе отдельная каюта для командира.
Ответственные помещения катера (рулевая рубка, отсеки оружия, топливные цистерны, моторный отсек) бронированы, что позволяет катеру выходить на близкий огневой контакт с противником, вооружённым стрелковым оружием.

### Назначение
- несение патрульной службы на приграничных реках, озёрах, а также в прибрежной морской зоне;
- борьба с малоразмерными катерами контрабандистов и нарушителями границы;
- борьба с малыми защищёнными береговыми целями (БТР, БМП, береговые батареи);
- защита важных стационарных и наплавных гидротехнических сооружений;
- обеспечение действий тактических разведывательно-диверсионных групп;
- навигационное сопровождение отдельных судов на внутренних водных путях;
- обеспечение безопасности мореплавания по международным внутренним водным путям.

### Вооружение
Вооружение катера[прояснить] проекта 58150 составляют две модифицированные боевые башни БМП-2 и БТР-70. Такой выбор оружия обеспечивает пользователю упрощение подготовки наводчиков-операторов и снабжение боеприпасами и ЗИПом.
Вооружение катера[прояснить] проекта 58155 составляют два дистанционных боевых модуля БМ-5М.01 «Катран-М» (морской вариант модуля БМ-3 «Штурм»). В состав боевого модуля входит 30-мм автоматическая пушка ЗТМ-1, 7,62-мм пулемёт, 30-мм гранатомёт КБА-117 и две установки ПТРК «Барьер». Также присутствует система постановки дымовых помех.
Радиоэлектронные и электронно-оптические средства обеспечивают не только обнаружение целей днём и ночью, а также централизованное управление всеми огневыми средствами поражения и постановки помех. Достаточно мощные средства радиосвязи (радиостанции фирм HARRIS, BARRETT) обеспечивают уверенную связь командира катера.

## Модернизация («Гюрза-М»)
Проект модернизации (получивший обозначение пр.58155 «Гюрза-М») был разработан[когда?]

  в Николаеве на предприятии «Казённый исследовательско-проектный центр кораблестроения». Катер спроектирован с использованием новых достижений в технологии «стелс» и имеет наклонные скошенные обводы корпуса, что делает его менее заметным для радаров противника. Вооружение катера средствами для постановки дымовых завес повышает его живучесть при обстрелах — это является немаловажным, так как катер имеет только лёгкую броневую защиту и способен защитить экипаж лишь от пуль калибра 7,62 мм.
«Гюрза-М» крупнее своего прототипа, и имеет полное водоизмещение 50,7 тонн, длину 23 метра, ширину 4,8 метра и осадку 1 метр. Предполагается замена судовых дизелей 459K украинского производства на дизеля Caterpillar C18 (2x746 кВт). Максимальная скорость хода до 28 узлов, дальность плавания экономическим ходом — 700 миль, автономность — пять суток. Экипаж — пять человек, в том числе один офицер.
Вооружение катера составляют два дистанционно управляемых морских боевых модуля БМ-5М.01 «Катран-М» производства ГП «Николаевский ремонтно-механический завод», представляющих собой вариант боевого модуля БМ-3 «Штурм» для бронетехники. Каждый модуль включает 30-мм автоматическую пушку ЗТМ1, 30-мм автоматический гранатомёт и пулемёт ПКТ калибра 7,62 мм, а также две ПТРК «Барьер». Катер оснащён универсальным комплексом управления огнём «Триада» и имеет комплект переносного ЗРК.

## Список катеров проекта

### Проект 58150 «Гюрза»
| Название  | Бортовой № | Изготовитель                    | Заводской № | Дата закладки | Спуск на воду | Ввод в строй | Флот                           | Состояние                                              |
| --------- | ---------- | ------------------------------- | ----------- | ------------- | ------------- | ------------ | ------------------------------ | ------------------------------------------------------ |
| «Джайхун» |            | ЧАО «Завод „Ленинская кузница“» | 01021       | 19.02.2004    | 02.10.2004    | 29.10.2004   | Пограничная служба Узбекистана | В составе Термезской речной флотилии пограничных войск |
| «Сайхун»  |            | ЧАО «Завод „Ленинская кузница“» | 01022       |               |               | 08.12.2004   | Пограничная служба Узбекистана | В составе Термезской речной флотилии пограничных войск |

### Проект 58155 «Гюрза-М»
| Название                             | Бортовой № | Изготовитель                        | Заводской № | Дата закладки | Спуск на воду | Ввод в строй | Флот        | Состояние                                                 |
| ------------------------------------ | ---------- | ----------------------------------- | ----------- | ------------- | ------------- | ------------ | ----------- | --------------------------------------------------------- |
| БК-02 «Аккерман» (укр. «Аккерман»)   | 201        | ЧАО «Завод „Ленинская кузница“»     | 01023       | 25.10.2012    | 11.11.2015    | 06.12.2016   | ВМС Украины | Захвачен, изменён боевой модуль на 2М3М, в составе ВМФ РФ |
| БК-01 «Бердянск» (укр. «Бердянськ»)  | Р-175      | ЧАО «Завод „Ленинская кузница“»     | 01024       | 25.10.2012    | 11.11.2015    | 06.12.2016   | ВМС Украины | В составе ВМС Украины.                                    |
| БК-03 «Вышгород» (укр. «Вишгород»)   | Р-176      | ЧАО «Завод „Кузница на Рыбальском“» | 01028       | 07.04.2016    | 22.06.2017    | 01.07.2018   | ВМС Украины | Захвачен, изменён боевой модуль на 2М3М, в составе ВМФ РФ |
| БК-04 «Кременчуг» (укр. «Кременчук») | Р-177      | ЧАО «Завод „Кузница на Рыбальском“» | 01029       | 07.04.2016    |               | 01.07.2018   | ВМС Украины | Захвачен РФ                                               |
| БК-05 «Лубны» (укр. «Лубни»)         | Р-178      | ЧАО «Завод „Кузница на Рыбальском“» | 01030       | 07.04.2016    |               | 01.07.2018   | ВМС Украины | Повреждён в порту Мариуполя, стоит на суше                |
| БК-06 «Никополь» (укр. «Нікополь»)   | Р-179      | ЧАО «Завод „Кузница на Рыбальском“» | 01031       | 07.04.2016    | 29.06.2017    | 01.07.2018   | ВМС Украины | В составе ВМС Украины.                                    |
| БК-07 «Костополь» (укр. «Костопіль») | Р-180      | ЧАО «Завод „Кузница на Рыбальском“» | 01035       |               | 03.04.2019    | 05.09.2020   | ВМС Украины | В составе ВМС Украины.                                    |
| БК-08 «Буча» (укр. «Буча»)           |            | ЧАО «Завод „Кузница на Рыбальском“» | 01036       | 08.02.2019    | 30.09.2021    |              | ВМС Украины | Спущен на воду                                            |